# Wolfgang Beltracchi

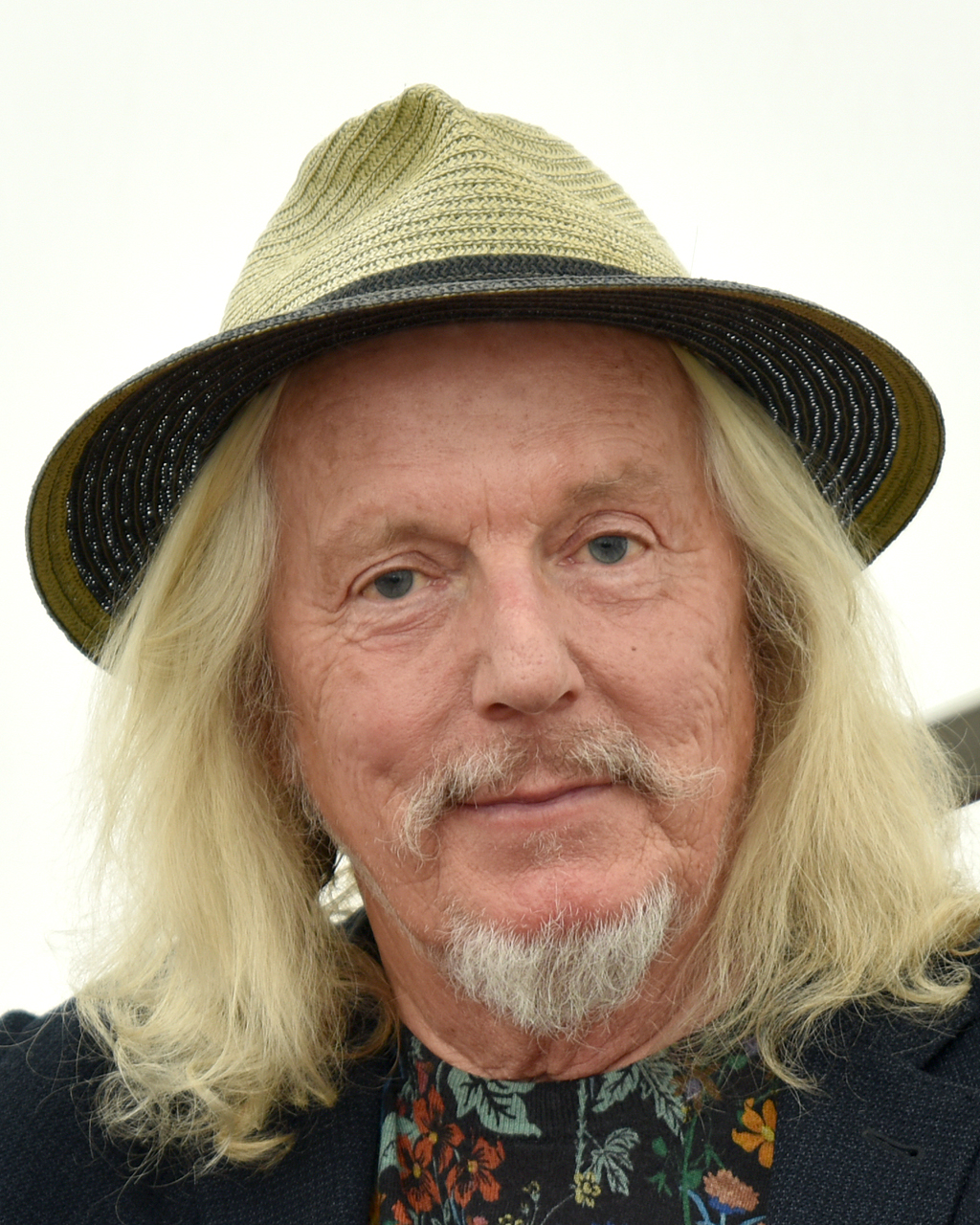
Wolfgang Beltracchi (2024)

Wolfgang Beltracchi (Höxter, 4 februari 1951), echte naam: Wolfgang Fischer, is een Duitse kunstschilder en vervalser.

## Levensloop
Beltracchi maakte jarenlang schilderijen in de stijl van onder anderen Max Ernst, Heinrich Campendonk, Johannes Molzahn, Max Pechstein, Fernand Léger en Kees van Dongen en verkocht deze, samen met onder meer zijn vrouw Helene, als echt. Zij claimden dat deze werken afkomstig waren uit de Werner Jägers-collectie die in werkelijkheid niet bestond. 
In 2011 werd Beltracchi hiervoor tot zes jaar gevangenisstraf veroordeeld.

## Autobiografie
- Helene Beltracchi, Wolfgang Beltracchi: Selbstporträt, Rowohlt 17/01/2014, ISBN 978-3-498-06063-3